# Ölbronn-Dürrn
Ölbronn-Dürrn település Németországban, azon belül Baden-Württembergben. Lakosainak száma 3498 fő (2023. december 31.).

## Népesség
A település népessége az elmúlt években az alábbi módon változott:
| Lakosok száma | 2761 | 3487 | 3444 | 3448 | 3469 | 3498 |
|               | 1975 | 2017 | 2019 | 2021 | 2022 | 2023 |